# Бринк, Андре
Андре Филиппус Бринк (африк. André Philippus Brink; 29 мая 1935, Фриде, Фри-Стейт — 6 февраля 2015) — южноафриканский писатель, профессор английской литературы в Кейптаунском университете.

## Биография
В 1960-х годах Андре Бринк и Брейтен Брейтенбах играли ключевую роль в литературном движении писателей-африканеров, известном как шестидесятники (Die Sestigers). Они стремились использовать язык африкаанс, чтобы выступать против политики апартеида. Также они пытались привнести в литературу на языке африкаанс современные веяния из англоязычной и франкоязычной литератур. Особенностью творчества Бринка является то, что он писал свои произведения на двух языках — африкаанс и английском.
Его роман «Знание ночи» (Kennis van die aand; 1973) стал первой написанной на африкаанс книгой, запрещённой правительством ЮАР во времена апартеида.
В то время как его более ранние романы были направлены в первую очередь против политики апартеида в ЮАР, последние работы Бринка посвящены проблемам современной демократической Южной Африки.
Некоторые из произведений Бринка переведены на русский язык.

## Произведения
Более полный список работ Бринка смотреть в статье на языке африкаанс André P Brink.

### Романы
- The Ambassador
- Looking on Darkness
- An Instant in the Wind («Мгновения на ветру», М., 1991)
- Rumours of Rain («Слухи о дожде», М., 1981)
- A Dry White Season («Сухой белый сезон», М., 1981, входит в число ста лучших африканских книг XX века)
- A Chain of Voices («Перекличка», М., 1985)
- The Wall of the Plague
- States of Emergency
- An Act of Terror
- The First Life of Adamastor (1993)
- On the Contrary
- Imaginings of Sand
- Devil’s Valley
- The Rights of Desire
- Anderkant die Stilte (2002), (The Other Side of Silence)
- Before I Forget (2004)
- The Other Side of Silence (2004)
- Praying Mantis (2005)
- The Blue Door (2006)
- Other Lives (2008)

### Мемуары
- Fork on the Road (2009)